# Claude Xavier Garnier-Anthoine
Claude Xavier Garnier-Anthoine est un homme politique français né le 4 août 1745 à Bar-le-Duc (actuel département de la Meuse) et décédé le 3 mars 1807 à Nancy (actuel département de Meurthe-et-Moselle).
Négociant à Bar-le-Duc, il est suppléant à la Convention, et appelé à siéger comme député de la Meuse le 3 septembre 1793.

## Sources
- « Claude Xavier Garnier-Anthoine », dans Adolphe Robert et Gaston Cougny, Dictionnaire des parlementaires français, Edgar Bourloton, 1889-1891 [détail de l’édition]